# Wyspa Muzeów

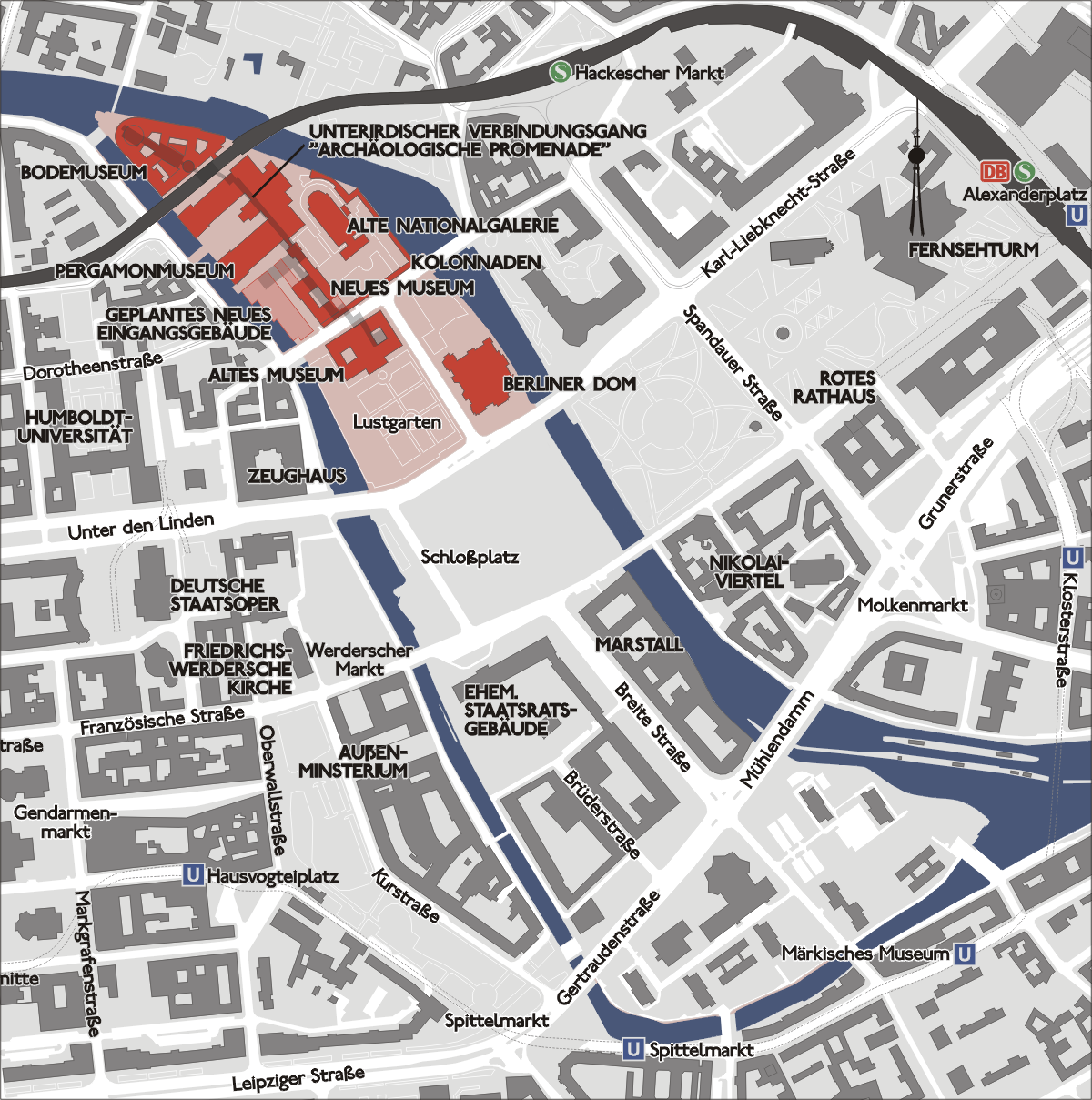
Wyspa Muzeów, plan z 2006 r.

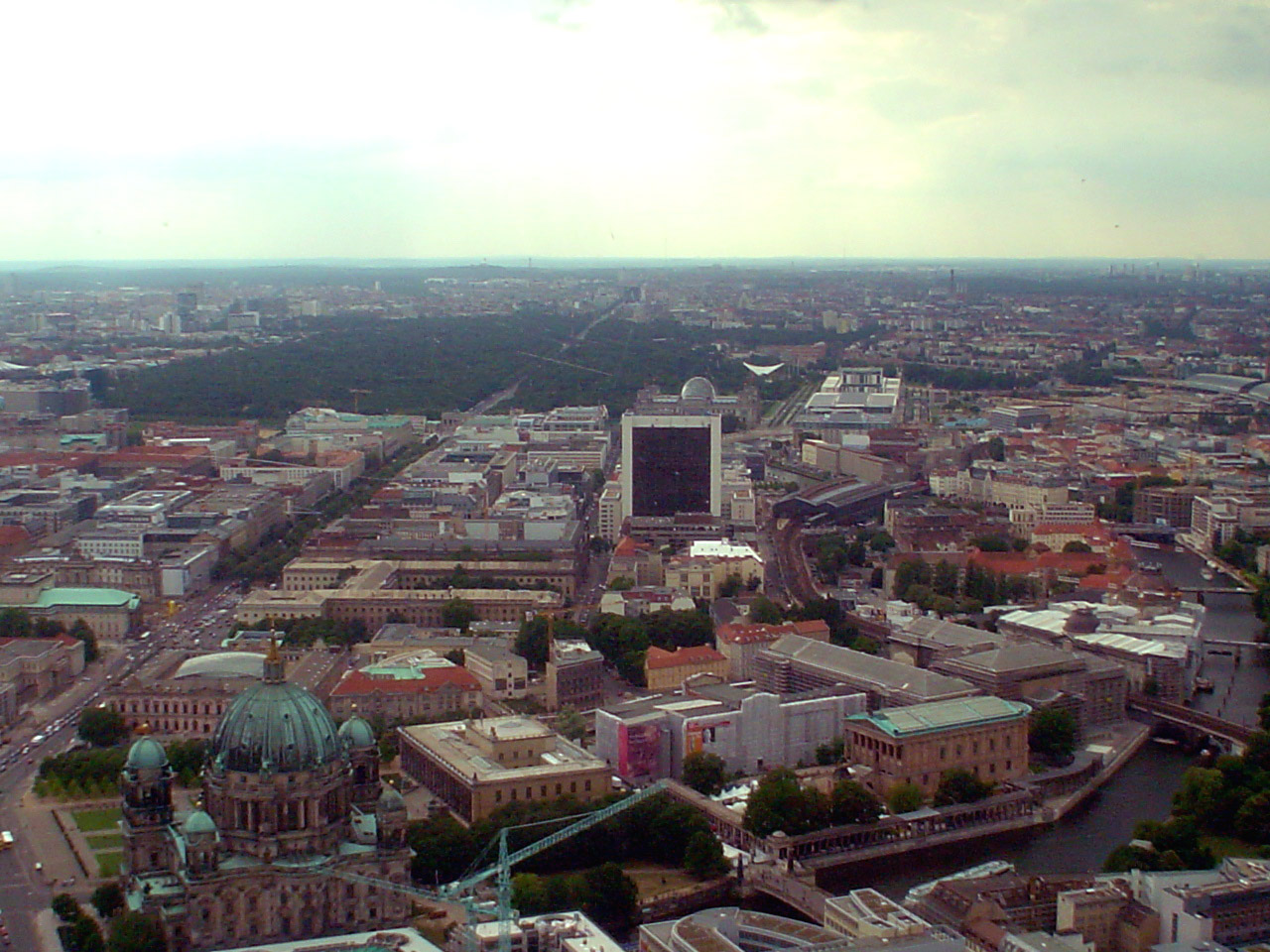
Widok na Wyspę Muzeów z wieży telewizyjnej

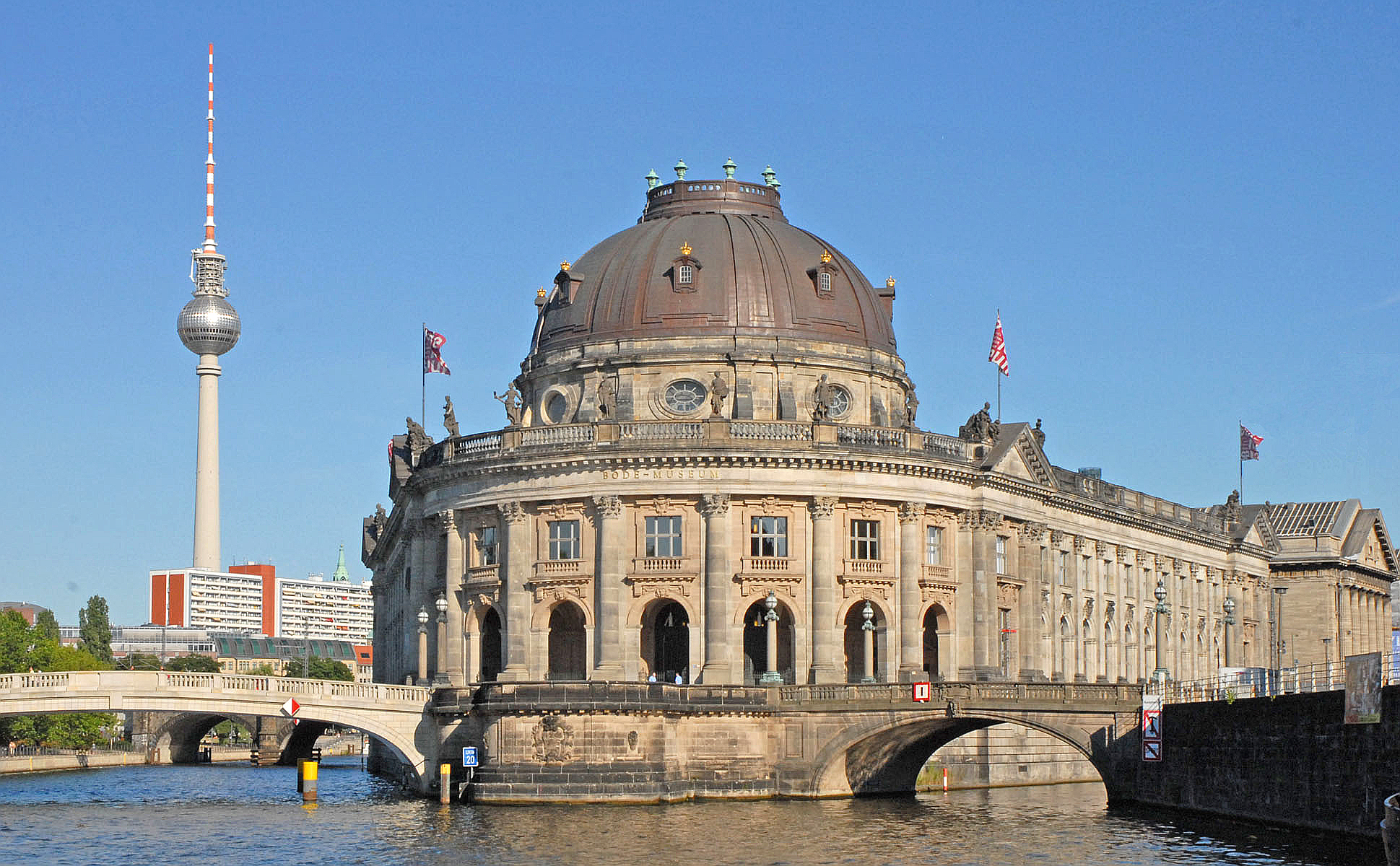
Wyspa Muzeów: Muzeum im. Bodego

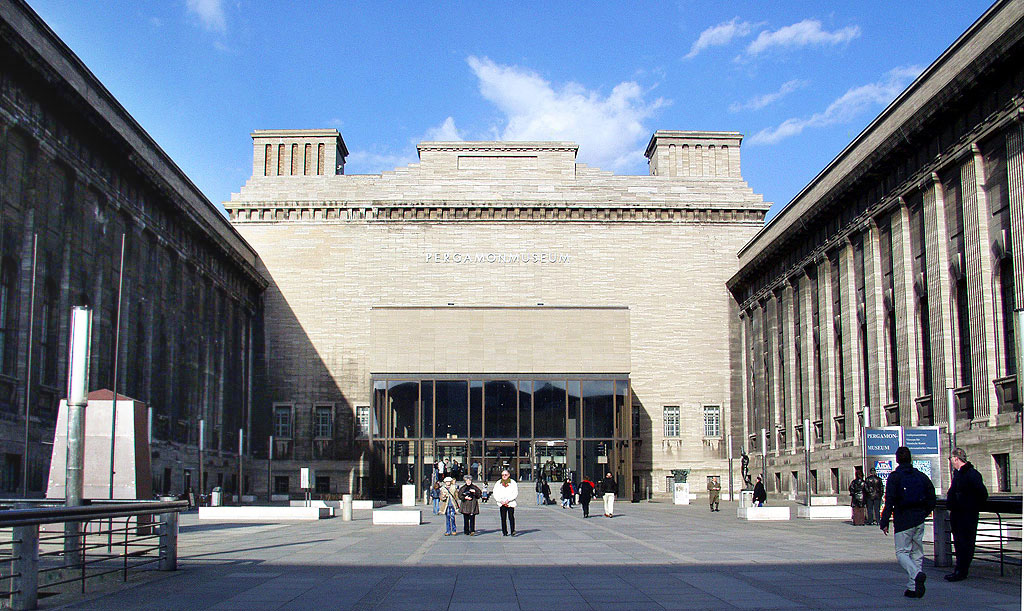
Wyspa Muzeów: Muzeum Pergamońskie

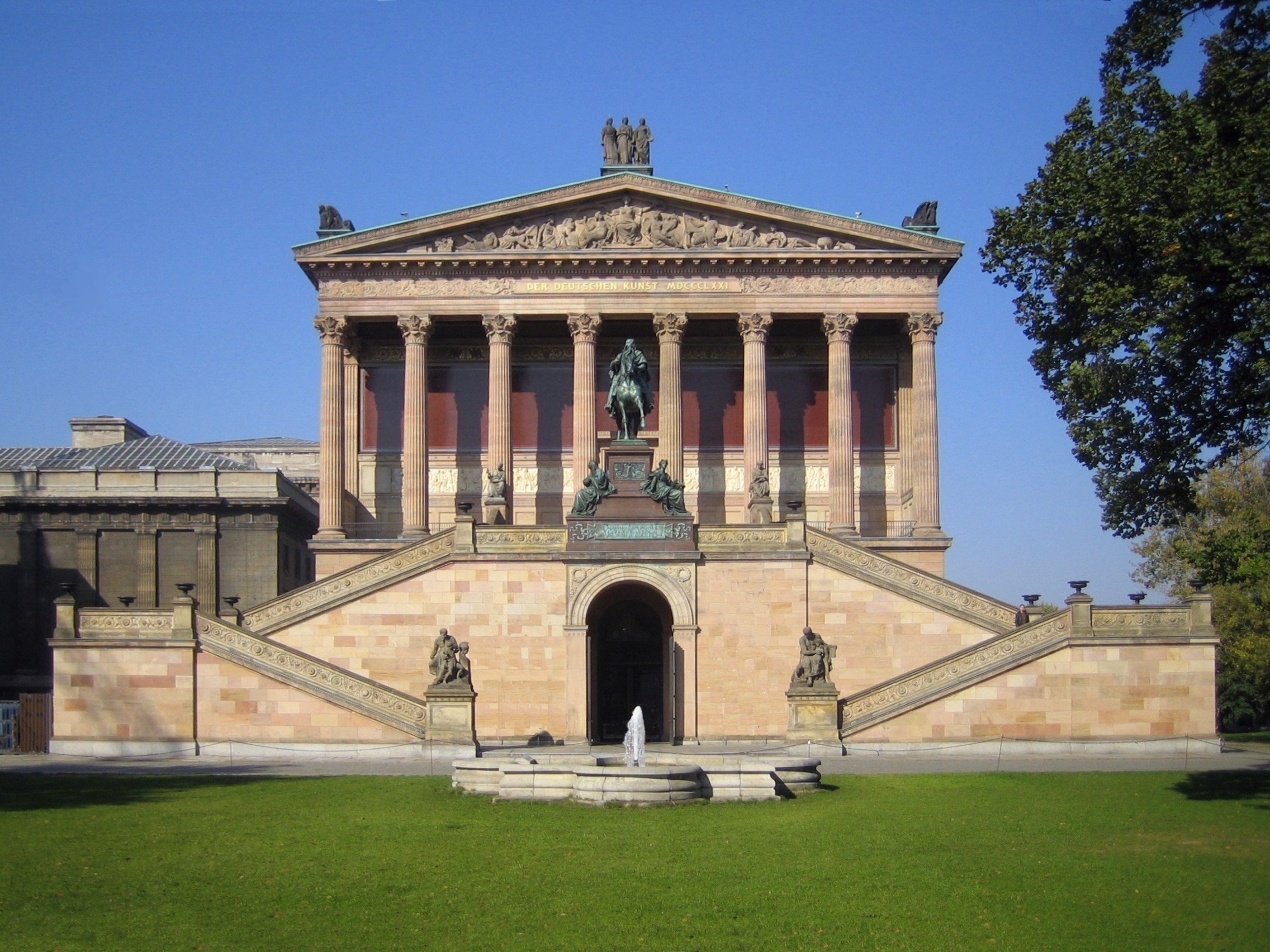
Wyspa Muzeów: Stara Galeria Narodowa

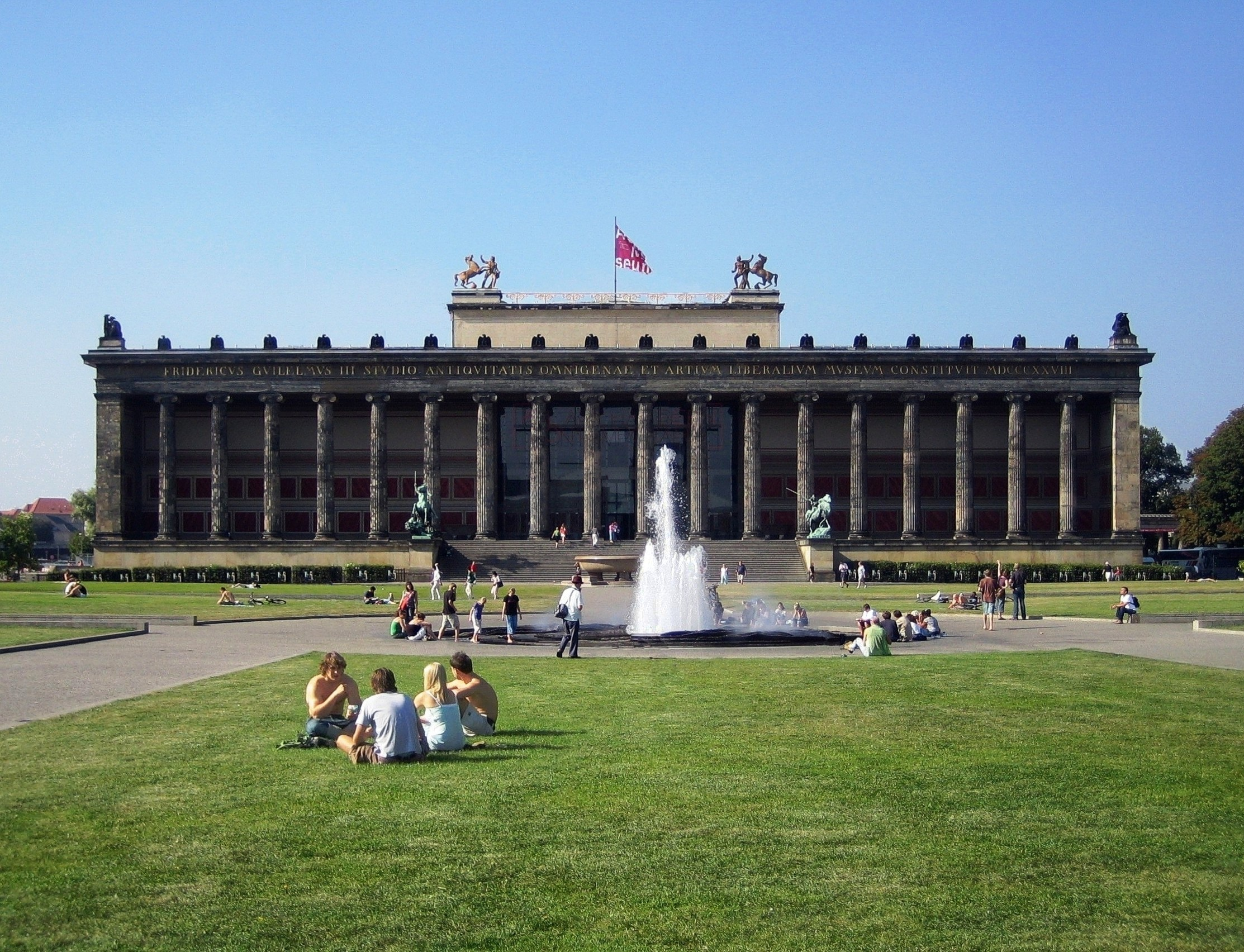
Wyspa Muzeów: Stare Muzeum

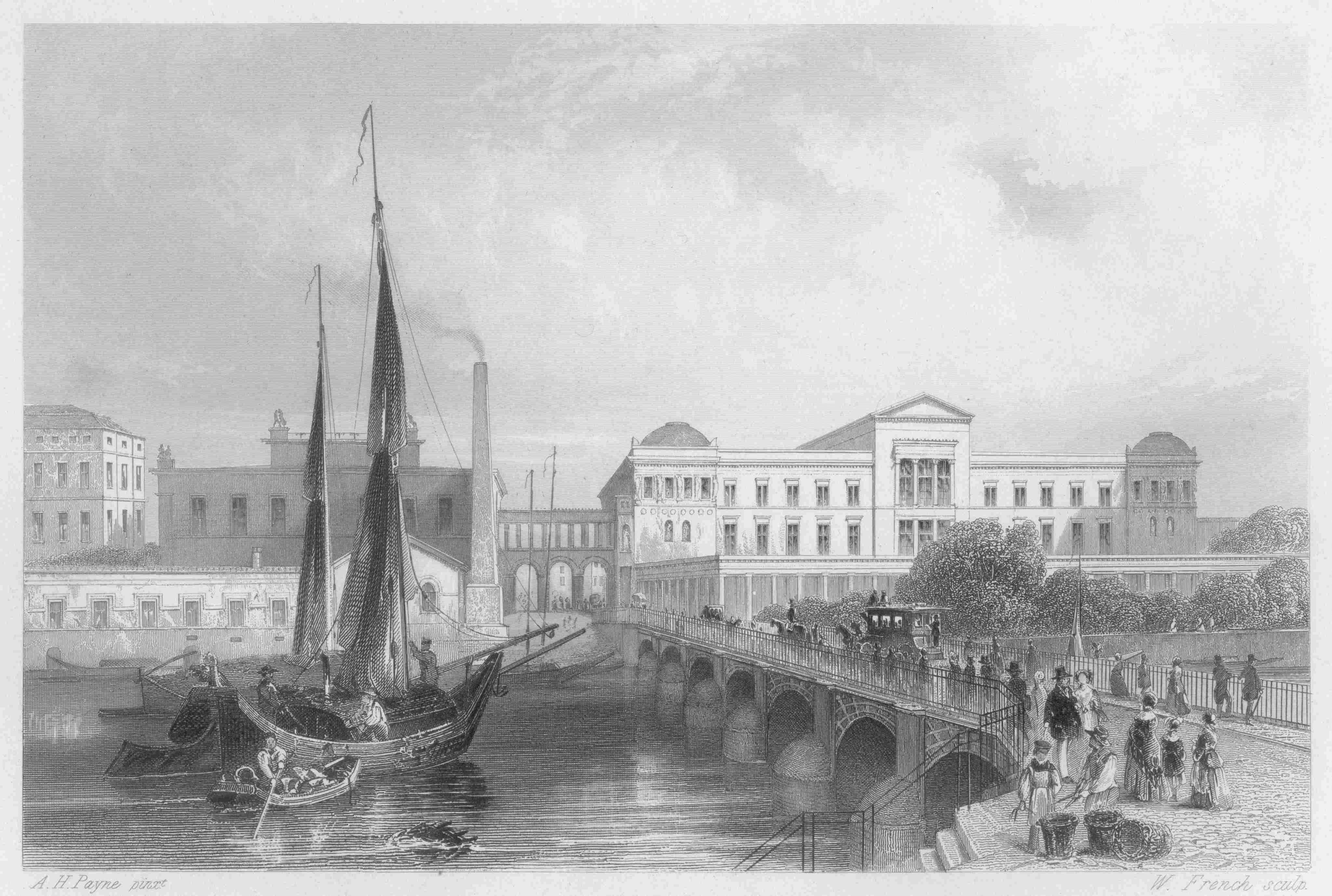
Wyspa Muzeów: Nowe Muzeum, ok. 1850 r.

Wyspa Muzeów: Katedra

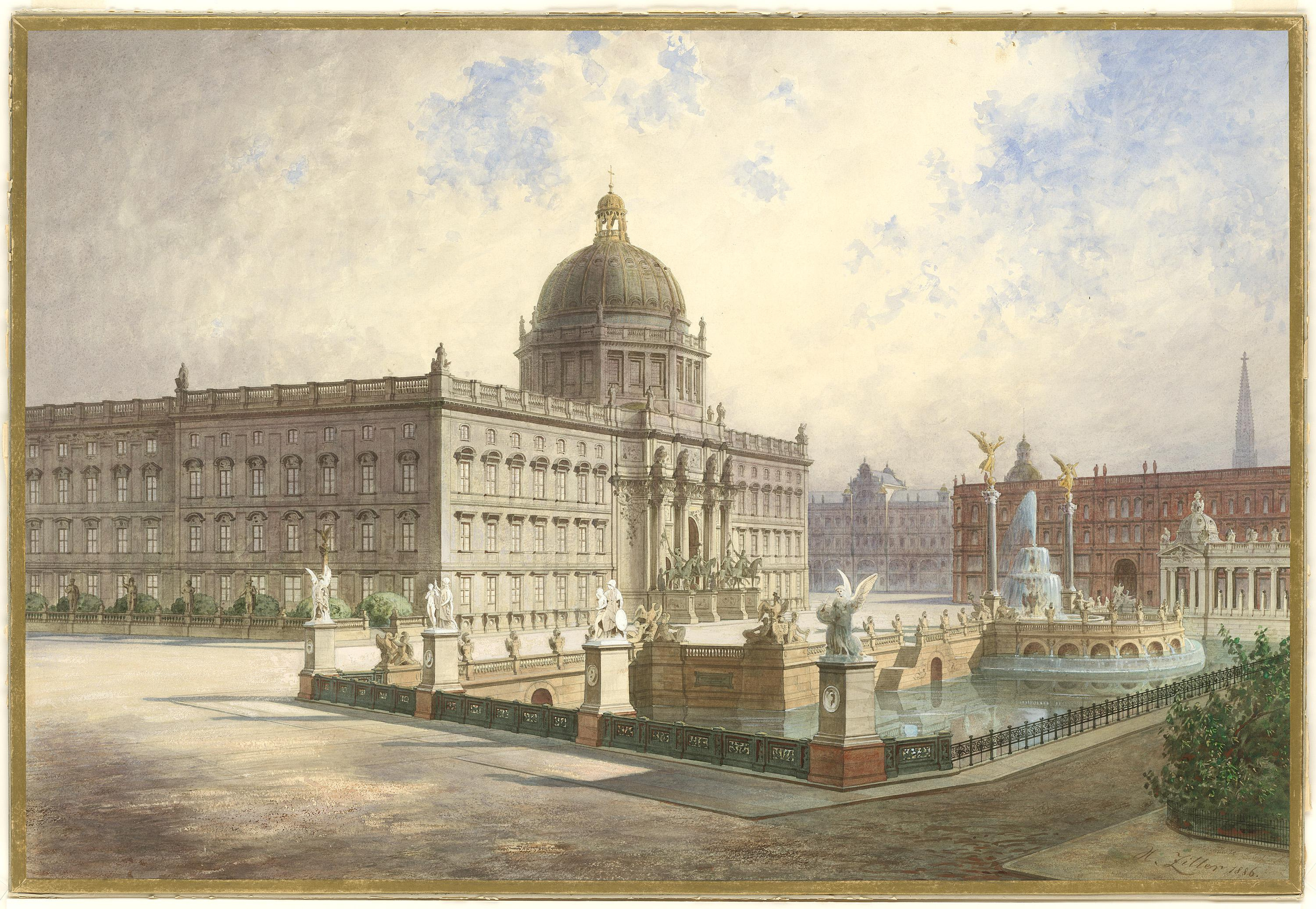
Zamek w Berlinie, 1886

Wyspa Muzeów w Berlinie (niem. Museumsinsel) – północna część Spreeinsel, wyspy leżącej na rzece Sprewie w centrum Berlina, gdzie znajduje się jeden z najważniejszych kompleksów muzealnych świata, obejmujący: Muzeum im. Bodego (niem. Bodemuseum), Muzeum Pergamońskie (niem. Pergamonmuseum), Nowe Muzeum (niem. Neues Museum), Starą Galerię Narodową (niem. Alte Nationalgalerie) oraz Stare Muzeum (niem. Altes Museum). W zbiorach Wyspy Muzeów znajdują się głównie eksponaty archeologiczne oraz dzieła sztuki z XIX w.
W 1999 r. Wyspa Muzeów, jako unikatowy zespół architektoniczny i kulturalny, została wpisana na listę dziedzictwa kulturowego UNESCO.

## Historia
Północny kraniec Spreeinsel był w średniowieczu bagnistą łąką. Podczas gdy w nieco wyżej położonej, południowej części wyspy rozwinęło się w XIII w. miasto Cölln, północna część przez wieki pozostawała nieużytkiem i została dopiero zagospodarowana pod ogrody Zamku Berlińskiego (niem. Berliner Schloss).
W XVII w. lewa odnoga Sprewy została skanalizowana. Wykopano też rów Kupfergraben, który odwodnił północną część wyspy. Pomiędzy Sprewą a Kupfergraben powstał ostrów Cöllnische Werder, na którym w poł. XVII w. założono zespół ogrodowy Lustgartenanlage. W 1748 r. przekształcono część ogrodu, tzw. Pomeranzhof (oranżerię), w magazyn, który służył do obsługi stale rosnącego handlu drogą rzeczną. Wkrótce wybudowano kolejne składy mąki i soli.
W 1797 r. król Fryderyk Wilhelm II pozytywnie odniósł się do propozycji profesora archeologii i sztuki Aloisa Hirta, by wybudować muzeum dla zbiorów sztuki antycznej i współczesnej. W 1810 r. król Fryderyk Wilhelm III wydał bezpośredni rozkaz, w którym zlecił stworzenie publicznej, dobrze dobranej kolekcji dzieł sztuki. Tym samym, król spełnił żądania obywateli publicznego dostępu do zgromadzonych na terenie Prus dzieł sztuki.
W 1822 r. Karl Friedrich Schinkel zaproponował plan budowy, który drastycznie zmienił wygląd północnej części wyspy Spreeinsel. Poza wzniesieniem muzeum, plan Schinkela przewidywał konstrukcję wielu mostów oraz wyrównanie Kupfergraben. Kierownikiem komisji do spraw budowy muzeum został Wilhelm von Humboldt.
Jako pierwszy powstał budynek Starego Muzeum, wzniesiony w 1830 r. był zarazem pierwszym publicznym muzeum na terenie Prus. W 1859 r. otwarto dla zwiedzających Królewskie Muzeum Pruskie (dzisiejsze Nowe Muzeum). W 1876 r. powstała galeria narodowa (dzisiejsza Stara Galeria Narodowa), a w 1904 r. Muzeum Cesarza Fryderyka (obecnie Muzeum im. Bodego, które nową nazwę otrzymało w 1960 r., by uczcić niemieckiego historyka sztuki Wilhelma von Bode). W 1930 r. otwarto Muzeum Pergamońskie.
Pod koniec lat 70. XIX w. zaczęto używać nazwy Wyspa Muzeów dla określenia obszaru, na którym powstawały kolejne muzea.
W 1880 r. na konferencji dyrektorów muzeów podjęto decyzję o wystawianiu w salach Museumsinsel wyłącznie eksponatów sztuki wysokiej, które w owych czasach pochodziły głównie z obszaru Europy i Bliskiego Wschodu.
W czasie II wojny światowej muzea zostały zniszczone w ponad 70%. Ich odbudowa rozpoczęła się w 1950 r., ale nie objęła najbardziej zniszczonego Nowego Muzeum, którego ruiny straszyły przez ponad 40 lat. Dopiero w 1987 r. podjęto decyzję o podjęciu niezbędnych prac zabezpieczających oraz restauracyjnych. Kompleksową renowację Wyspy Muzeów zaplanowano jeszcze przed 1989 r. Nie podjęto jednak żadnych prac z uwagi na ogromne koszty przedsięwzięcia. Dopiero po zjednoczeniu Niemiec, pod koniec lat 90. XX w. rozpoczęto kompleksowe prace restauracyjne oraz połączono kolekcje, rozdzielone przed 1989 r. W 1999 r. rada Fundacji Pruskiego Dziedzictwa Kulturowego uchwaliła tzw. Masterplan dla Wyspy Muzeów. Plan ten przewiduje odrestaurowanie wszystkich budynków, nadanie muzeom charakteru spójnego kompleksu muzealnego oraz uporządkowanie zbiorów podzielonych przed 1989 r. – realizacja planu potrwa do 2025 r.

## Wyspa Muzeów
Północny kraniec Wyspy Muzeów łączy z obydwoma brzegami Sprewy most Monbijoubrücke. Most jest zamknięty dla ruchu kołowego i tworzy wejście do otwartego ponownie w 2006 r. Muzeum im. Bodego – neobarokowej trójkątnej budowli, której wielka kopuła dominuje nad architektonicznym krajobrazem tej części wyspy. W muzeum można podziwiać obiekty sztuki bizantyńskiej z okresu od III do XIX w., zbiory rzeźby włoskiej i niemieckiej z czasów od średniowiecza do XVIII w., serie monet z okresu od VII w. p.n.e. do czasów współczesnych, a także część kolekcji malarstwa starych mistrzów (XIV–XVIII w.).
Na południe od Muzeum im. Bodego, wyspę przecina linia berlińskiej kolei średnicowej, za którą znajduje się Muzeum Pergamońskie, przyciągające największą liczbę zwiedzających ze wszystkich muzeów berlińskich. Podziwiać tu można imponujące zbiory sztuki hellenistycznej z Wielkim Ołtarzem Zeusa (pergamońskim ołtarzem; z lat 180–160 p.n.e.) oraz bramą targową z Miletu, obiekty sztuki babilońskiej: Bramę Isztar, Drogę Procesyjną oraz fasadę Sali Tronowej z Babilonu (z okresu panowania Nabuchodonozora II, z VI w. p.n.e.), a także zbiory sztuki islamskiej (z czasów od VIII do XIX w.). W planowanym czwartym skrzydle będą wystawione eksponaty kolekcji sztuki egipskiej: Brama Kalabsza, Sala Kolumnowa króla Sahure oraz azjatyckiej: fasada Tell-Halaf, która od czasów wojny znajduje się w magazynie muzealnym.
Na południe od Muzeum Pergamońskiego znajdują się Nowe Muzeum (odbudowane i udostępnione zwiedzającym w 2009) oraz Stara Galeria Narodowa, mieszcząca się w budynku formą naśladującą antyczną świątynię. Nowe Muzeum mieści zbiory sztuki egipskiej wraz z kolekcją papirusów. Do jego najcenniejszych eksponatów należy popiersie egipskiej królowej Nefertiti oraz liczne obiekty z okresu panowania Echnatona. W muzeum znajdują się również znaleziska archeologiczne, głównie z epoki kamienia.
Przy wejściu do Starej Galerii Narodowej wisi ogromny obraz przedstawiający Fryderyka Wilhelma IV, który przygotował pierwsze szkice budowli. Kolekcja galerii obejmuje rzeźbę i malarstwo XIX w. od prac Caspara Davida Friedricha, przez francuskich impresjonistów po freski działających w Rzymie Nazareńczyków. Przed wejściem do muzeum znajduje się plac, ograniczony od południa i wschodu kolumnadą dorycką, na którym rozmieszczono liczne rzeźby ze zbiorów muzealnych. Latem odbywają się tu koncerty oraz pokazy kinowe.
Na południe od Nowego Muzeum i Starej Galerii Narodowej biegnie ulica Bodestraße, przejezdna w odcinku zachodnim a zamknięta dla ruchu kołowego w części wschodniej (łącznie z mostem Friedrichbrücke). Dalej na południe od Bodestraße, w zachodniej części Wyspy Muzeów, znajdują się Stare Muzeum oraz Lustgarten, a we wschodniej katedra berlińska. W Starym Muzeum obejrzeć można część kolekcji antycznej: rzeźby, broń, biżuterię oraz srebra z terenów Grecji, reprezentujące okres od epoki kultury cykladzkiej do czasów rzymskich. W latach 2005–2009 Stare Muzeum mieściło również zbiory Muzeum Egipskiego, które wcześniej znajdowały się w Charlottenburgu, i które powróciły do Nowego Muzeum.
Pomiędzy częścią wschodnią i zachodnią przebiega mała ulica Am Lustgarten łącząca Bodestraße z kluczową osią ulic Unter den Linden – Schloßplatz – Karl-Liebknecht-Straße, wyznaczającą południową granicę Wyspy Muzeów.

## Masterplan Museumsinsel
Uchwalony w 1999 r. przez radę Fundacji Pruskiego Dziedzictwa Kultury Masterplan był rezultatem ogłoszonego w 1993 r. konkursu architektonicznego na odbudowę Nowego Muzeum. Faworyzowany przez dyrektorów muzeów amerykański architekt Frank Gehry przegrał z Włochem Giorgiem Grassim. Grassi jednak wycofał się z projektu w 1996 r. Zlecenie odbudowy Nowego Muzeum oraz budowy nowego budynku administracyjnego wspólnego dla wszystkich muzeów otrzymał Brytyjczyk David Chipperfield. Nowy budynek administracyjny ma służyć jako wspólne wejście do kompleksu muzealnego, którego poszczególne obiekty (poza Starą Galerią Narodową) mają być połączone podziemną Promenadą Archeologiczną (niem. Archäologische Promenade).
W 1999 r. powstał Masterplan II, autorstwa dyrektora generalnego Muzeów Państwowych w Berlinie Petera-Klausa Schustera, który proponował wzniesienie nowego budynku w miejscu Engels-Kaserne na potrzeby kolekcji Muzeum im. Bodego. Z powodu ograniczonej powierzchni muzealnej nie można pokazać zaplanowanej wcześniej zintegrowanej wystawy dzieł malarstwa i rzeźby z okresu od późnego antyku do oświecenia. Propozycja Schustera przewiduje podzielenie kolekcji: część obejmująca okres od antyku do renesansu byłaby pokazywana w Muzeum im. Bodego, a eksponaty z epok późniejszych przeniesiono by do nowego budynku.
W 2001 r. prezydent Fundacji Pruskiego Dziedzictwa Kultury, Klaus-Dieter Lehmann, zgłosił Masterplan III, by przenieść zbiory muzeów etnograficznego, sztuki wschodnioazjatyckiej i indyjskiej oraz kultury europejskiej z Dahlem, gdzie znajdowały się od czasów powojennych, z powrotem do centrum miasta. Zbiory miałyby być wystawiane w centrum kultury, planowanym w ramach odbudowy Zamku Berlińskiego. Centrum miałoby być również siedzibą zbiorów kultur pozaeuropejskich berlińskiej Biblioteki Głównej oraz części kolekcji Uniwersytetu Humboldta.
Poprzez realizację wszystkich etapów Masterplanu (I-III) Fundacja Pruskiego Dziedzictwa Kultury przewiduje stworzenie największego na świecie uniwersalnego muzeum sztuki i kultury światowej. Jednak kwestia finansowania nowej galerii oraz odbudowy Zamku Berlińskiego pozostaje nadal otwarta. Koszty odbudowy zamku szacowane są na ok. 670 milionów Euro. Ich pokrycie miałoby nastąpić ze środków publicznych, datków oraz sprzedaży akcji.
Dotychczasowe prace objęły restaurację Starej Galerii Narodowej (otwarta ponownie w 2001) oraz Bodemuseum (2006). Stare Muzeum ma zostać całkowicie wyremontowane. Remont i rozbudowa Muzeum Pergamońskiego, które otrzyma nowe, czwarte, skrzydło, potrwa do 2025 r. W 2009 r. rozpoczęto prace nad budową gmachu James-Simon-Galerie, który ma stanowić wspólne wejście na teren kompleksu muzealnego.